# ZIF

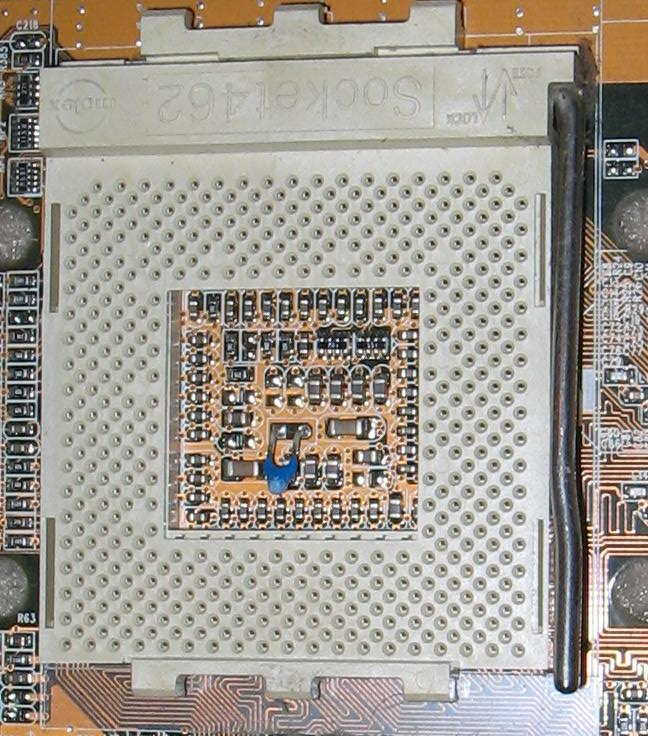
Gniazdo typu ZIF złącza Socket 462

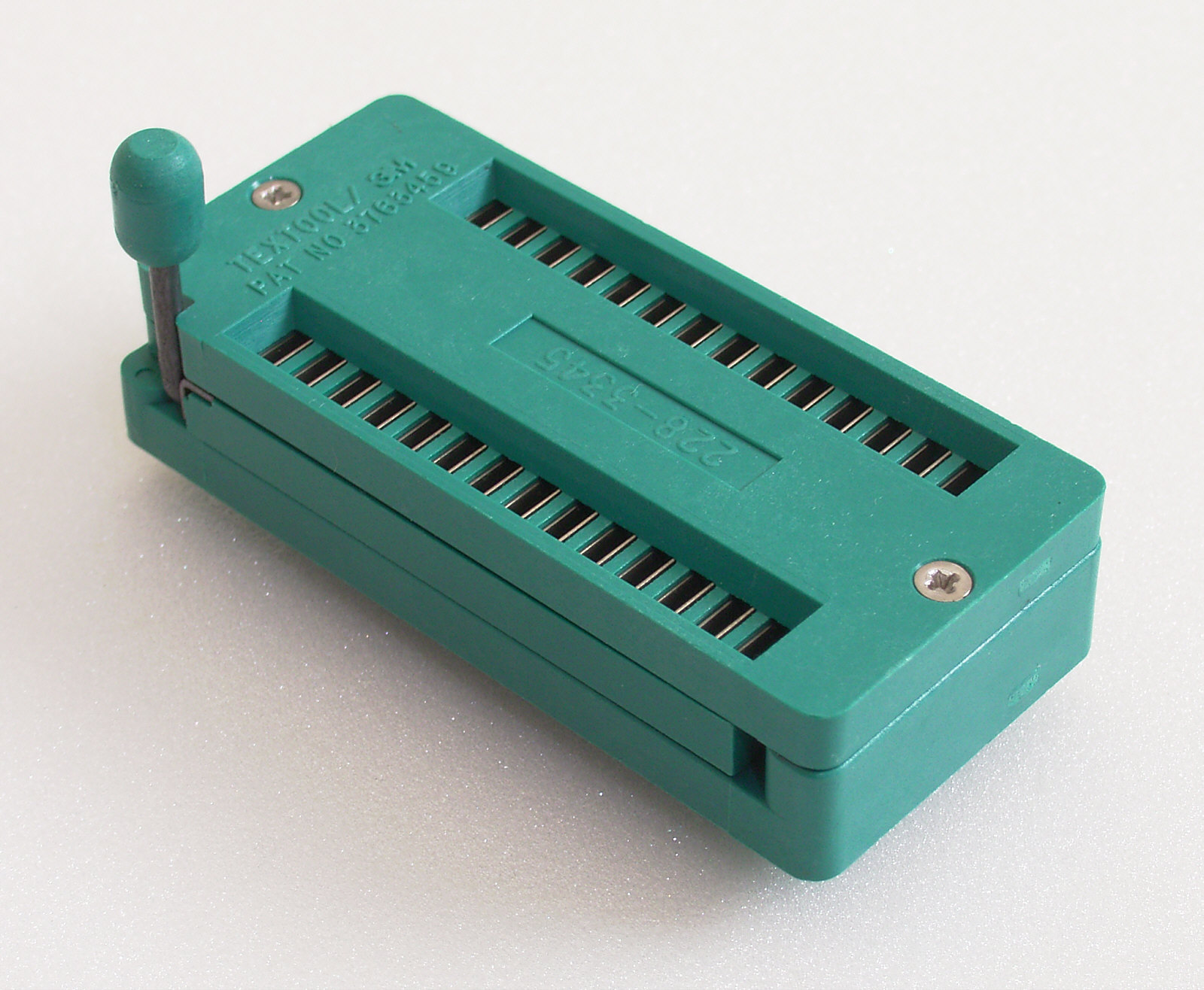
28-pinowe gniazdo typu ZIF do układów w obudowie DIP

ZIF socket (ang. zero insertion force socket), gniazdo z zerowym naciskiem wstawiania – podstawka (gniazdo) układu scalonego (np. procesora na płycie głównej komputera) umożliwiająca wymianę układu bez używania siły i bez ryzyka uszkodzenia.
ZIF connector (ang. zero insertion force connector), złącze z zerowym naciskiem wstawiania – złącze dysku twardego Serial ATA (zazwyczaj 1,8 cala) umożliwiające wymianę go bez używania siły i bez ryzyka uszkodzenia.

## Geneza
Układ scalony (np. procesor) do działania wymaga styku z innymi elementami (np. w przypadku procesora − z płytą główną). Aby po umieszczeniu w gnieździe funkcjonował on poprawnie, konieczne jest zamknięcie obwodu elektrycznego. Umieszczenie go w gnieździe nie wyposażonym w układ ZIF wiąże się z koniecznością wywarcia na niego odpowiedniego nacisku i z tarciem. Dla układu o setkach styków (nóżek), wypadkowy nacisk przy wstawianiu lub wyjmowaniu może być bardzo wysoki (równy sile kilku kilogramów), co zagraża urządzeniu, do którego się wstawia układ, jak i samemu układowi scalonemu. Aby tego uniknąć, opracowano gniazda typu ZIF.

## Działanie
Zanim umieści się odpowiedni układ w gnieździe ZIF, należy przesunąć dźwignię lub suwak z boku podstawki, co uwalnia jej zaciski. W tym momencie układ może być bez problemu wstawiony, a ponieważ zaciski nie blokują pinów układu, umieszczenie go wymaga marginalnej siły nacisku (stąd nazwa ZIF). Jeśli układ zostanie prawidłowo wstawiony, przesuwa się dźwignię gniazda na swoje pierwotne miejsce, co powoduje zaciśnięcie się zacisków na jego stykach.

## Zastosowanie
Gniazda typu ZIF wykorzystywane są przy kosztownych układach scalonych, jak procesory (od połowy lat 90. w gniazdach procesorów właściwie nie stosuje się innych podstawek), dla których przewiduje się wielokrotne wyjmowanie i wkładanie do gniazda. ZIF spotyka się też w sprzęcie służącym do testowania sprawności chipów lub ich programowania, gdzie takie gniazdo jest przewidziane do działania kolejno z setkami układów. Podstawki ZIF są znacznie droższe od standardowych, dlatego stosuje się je wyłącznie tam, gdzie wykluczone jest użycie zwykłej podstawki.